# Кюршо, Луи
Луи Кюршо (фр. Louis Curchod; 7 октября 1826 — 18 октября 1889) — швейцарский инженер, телеграфист, директор Швейцарской телеграфной службы и первый глава Международного телеграфного союза (ныне известного как Международный союз электросвязи).

## Биография
Луи Кюршо родился в Швейцарии. В 1849 году получил диплом инженера в Центральной школе искусств и мануфактур. Затем Кюршо работал инспектором телеграфной службы и вскоре был назначен главой Швейцарской телеграфной службы. В этом качестве он принял участие в Международной телеграфной конференции в Париже в 1865 году, и его выступление на ней привлекло к нему внимание международного телеграфного сообщества, которое в конечном итоге выбрало его главой Международного телеграфного союза в 1869 году. Этот пост с кратким перерывом в 1872—1873 годах он сохранял до своей смерти.